# さくらんぼ計算
さくらんぼ計算（さくらんぼけいさん）は、竹森正人が第1回向山型算数研究会セミナー (TOSS) で発表した繰り上がりのあるたし算の計算過程を学習させるための手法。

## 概要

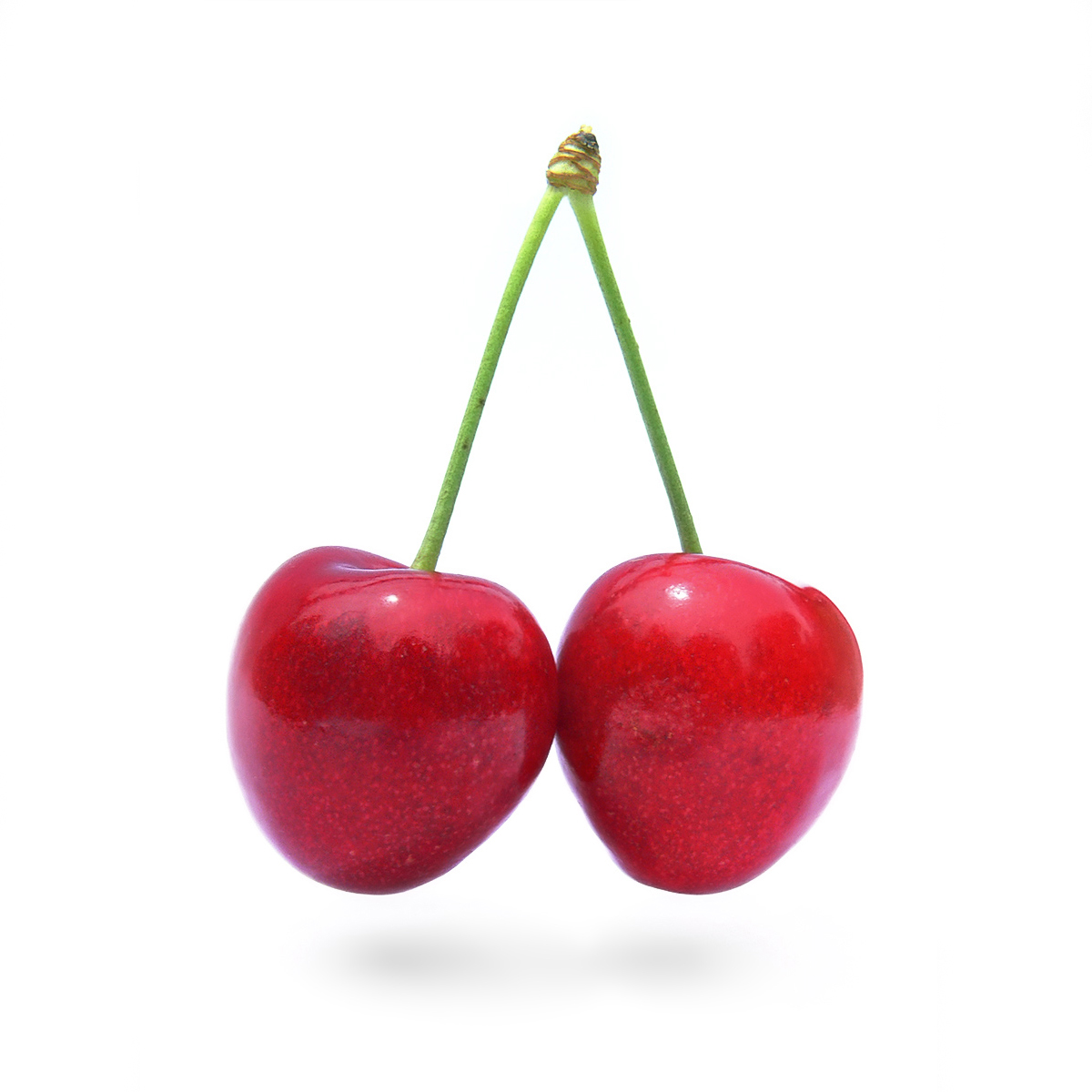
サクランボ

{\displaystyle 8+7}のように桁数の繰り上がりが発生する場合、理解が困難になる児童が存在する。このような場合に理解をうながすため、以下のような段階を踏んで計算を行うよう教える。まず{\displaystyle 7}を{\displaystyle 2+5}とに分解し、次いで{\displaystyle 8+2}を計算し{\displaystyle 10}を得て、最後に{\displaystyle 10+5}を計算することで{\displaystyle 15}という解を得る。
1. {\displaystyle 8+7}
2. {\displaystyle 8+(2+5)}
3. {\displaystyle (8+2)+5}
4. {\displaystyle 10+5}
5. {\displaystyle 15}

この時、{\displaystyle 7}の下に二股の線を引き、線の下に○2つを書き、○の中にそれぞれ{\displaystyle 2}、{\displaystyle 5}を記述して補記とする。この形状をサクランボと見做して命名されている。
さくらんぼ計算は発達障害など繰り上がり、繰り下がりを含む計算に対して学習障害を起こしているような児童には適切な指導法となる。
文科省の提示する教育課程には「さくらんぼ計算」の文言は使用されていないものの、同様の考え方が学習指導要領で解説されている。

## 問題点
前述のように適切な指導法となる一方で、繰り上がり、繰り下がりの計算を理解している児童が、さくらんぼ計算の図を解答用紙に書かずに省略したところ、減点する教師が存在する。この体験から、算数嫌いになり、中学以降で数学の授業に苦しむようになった子供も存在する。
保護者側からは混乱を招くとして指導方法としての統一を求める声もある。一方、伊東乾は教師側の問題とし、交換法則や検算にさくらんぼ計算を用いる手法など児童に数学感覚を身につけさせる教材として適しているとしている。上述の{\displaystyle 8+7}の例を使うと、必ず{\displaystyle 7}のを分解しなければならないことはなく、{\displaystyle 8}の方を分解しても良い。すなわち
1. {\displaystyle 8+7}
2. {\displaystyle (5+3)+7}
3. {\displaystyle 5+(3+7)}
4. {\displaystyle 5+10}
5. {\displaystyle 15}

{\displaystyle 7}を分解して得た数値と{\displaystyle 8}を分解して得た数値が等しくなることを確認することで計算が正しいことを確認するという検算の役割を果たす。ただ、これには、さくらんぼ計算で用いる分解が一意ではないこと、交換法則が成り立つ演算にのみ使用できること（引き算や割り算にはさくらんぼ計算は適用できない）といった数学論理の構造と論理操作を教師側が児童に教える必要もある。

## 関連
- 位取り記数法
- 交換法則